# Riay Tatary
Riay Tatary Bakry (Damasco, 19 de marzo de 1948-Madrid, 6 de abril de 2020) fue presidente de la Comisión Islámica de España así como imán de la Mezquita Central en el madrileño distrito de Tetuán y presidente de la Unión de Comunidades Islámicas de España. 

## Biografía
Se estableció en España en 1970 y estudió Medicina en la Universidad de Oviedo. Participó en la Comisión Asesora de Libertad Religiosa del Ministerio de Justicia, labor por la cual se le concedió en 1998 la Encomienda de la Orden del Mérito Civil.
En marzo de 2020 fue ingresado junto a su esposa en el hospital de la Paz a causa de la COVID-19; falleció dos semanas después, el 6 de abril, a los setenta y dos años.